# 크메르어 위키백과

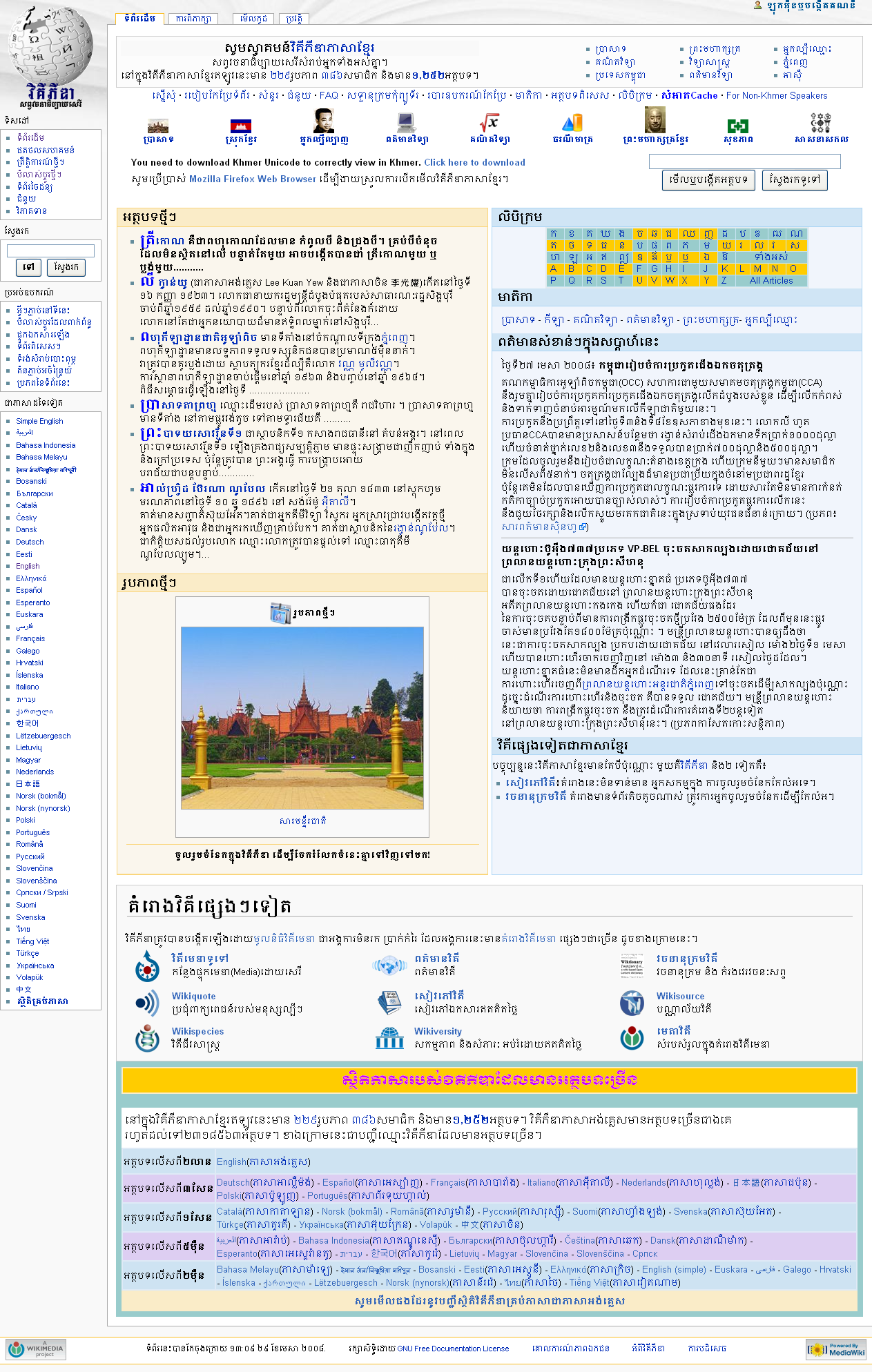

크메르어 위키백과는 크메르어로 운영되는 위키백과 언어판이다. 기호는 km이다.